# Metin Gür
Metin Gür (* 1939 in Malatya, Türkei) ist ein deutsch-türkischer Journalist, Publizist und Sachbuchautor.
Nach seiner Einwanderung in die Bundesrepublik Deutschland beschäftigte sich Gür vornehmlich mit migrantischen Themen, schrieb zum Beispiel über türkische Arbeiterfamilien in der Bundesrepublik (1987), türkische Jugendliche in deutschen Gefängnissen (1990) und den rechtsextremistisch motivierten Mordanschlag von Solingen (1996).
Nach einer umfassenden Arbeit über Türkisch-islamische Vereinigungen in der Bundesrepublik Deutschland (1993) recherchiert der Gegner radikaler Muslime in den letzten Jahren in erster Linie über die Aktivitäten von Bewegungen wie Millî Görüş oder der Kaplan Gruppe. Im Jahr 2007 geriet er in diesem Zusammenhang in deutsche wie türkische Schlagzeilen, nachdem ihn eine sich als „Milli Görüs Forum“ ausgebende Internetseite mit nach eigenen Angaben 5000 Mitgliedern als „gottloser Kommunist, ein Ungläubiger, ein Feind von Erbakan“ bezeichnet hatte und dazu seine Mitglieder aufforderte Gür zu „verwarnen“. 
Metin Gür veröffentlicht vornehmlich in türkischer Sprache.

## Deutschsprachige Veröffentlichungen
- Meine fremde Heimat, Köln : Weltkreis, 1987. ISBN 3-88142-398-2.
- Warum sind sie kriminell geworden?, Essen : Verl. Neuer Weg, 1990. ISBN 3-88021-188-4.
- Türkisch-islamische Vereinigungen in der Bundesrepublik Deutschland, Frankfurt : Brandes und Apsel. 1993 ISBN 3-86099-106-X.
- Die Solingen-Akte, Düsseldorf : Patmos-Verl., 1996. ISBN 3-491-72352-3.